# Fläcknattskärra
Fläcknattskärra (Nyctiphrynus ocellatus) är en fågel i familjen nattskärror.

## Utseende och läte
Fläcknattskärra är en mörkbrun nattskärra. Fjäderdräkten är jämnt rödbrun med små svarta fläckar och ett rent vitt band på strupen. I flykten verkar den mörkbrun med vita stjärthörn, men olikt många andra nattskärror inga vita vingfläckar. Sången består av en enkel darrande ton.

## Utbredning och systematik
Fläcknattskärra delas in i två underarter med följande utbredning:
- Nyctiphrynus ocellatus lautus – förekommer från östra Honduras till Nicaragua, Costa Rica och (?) västra Panama
- Nyctiphrynus ocellatus ocellatus – förekommer från Colombia till östra Ecuador, Peru, Brasilien, Paraguay, nordöstra Argentina

## Levnadssätt
Fläcknattskärran hittas i uppvuxen regnskog, med eller utan tät undervegetation.

## Status och hot
Arten har ett stort utbredningsområde, men tros minska i antal, dock inte tillräckligt kraftigt för att den ska betraktas som hotad. Internationella naturvårdsunionen IUCN listar arten som livskraftig (LC). Beståndet uppskattas till i storleksordningen en halv miljon till fem miljoner vuxna individer.